# Иван Павлов (режисьор)
Вижте пояснителната страница за други личности с името Иван Павлов.
Иван Костов Павлов е български актьор и режисьор.
Роден е в град Нова Загора на 24 юни 1947 г. Завършва ВИТИЗ „Кръстьо Сарафов" през 1978 г. със специалност кинорежисура в класа на професор Христо Христов.

## Филмография
Като режисьор:
- Спомен за страха (2016)
- Съдбата като плъх (тв, 2001)
- Всичко от нула (1996)
- Разходки с ангела (1990)
- Черно-бяло (тв, 1983)
- Масово чудо (1981)

Като актьор:
- Захватчики (2009) Николай Дубинин
- Последният брониран влак (2006)
- На безименната височина Степан
- Вагнер (1998) Екологът; бомбе 2
- АкаТаМус (1988)
- История с куче без куче (1985) - режисьорът
- Мера според мера (1981), 7 серии – придружител на леки жени
- Мера според мера (1981), 3 серии Придружител на леки жени